# Adrien Fresquet
Adrien Fresquet (Pau, 9 ottobre 1999) è uno sciatore alpino francese.

## Biografia
Originario di Vielle-Aure e attivo dal dicembre del 2015, Fresquet ha esordito in Coppa Europa il 29 gennaio 2019 a Chamonix in discesa libera (48º) e in Coppa del Mondo il 28 dicembre 2021 a Bormio nella medesima specialità (42º); il 10 gennaio 2024 ha conquistato a Saalbach-Hinterglemm in supergigante il primo podio in Coppa Europa (2º). Non ha preso parte a rassegne olimpiche o iridate.

## Palmarès

### Coppa del Mondo
- Miglior piazzamento in classifica generale: 150º nel 2024

### Coppa Europa
- Miglior piazzamento in classifica generale: 28º nel 2024
- 2 podi:
  - 1 secondo posto
  - 1 terzo posto

### Campionati francesi
- 2 medaglie:
  - 1 oro (supergigante nel 2021)
  - 1 bronzo (combinata nel 2022)